# Церковь Святого Николая (Геранёны)
Церковь Святого Николая (бел. Касцёл Святога Мікалая) — католический храм в деревне Геранёны, Гродненская область, Белоруссия. Относится к Ивьевскому деканату Гродненского диоцеза. Памятник архитектуры в стиле позднего барокко с элементами классицизма.
Включён в Государственный список историко-культурных ценностей Республики Беларусь (код 412Г000293).

## История

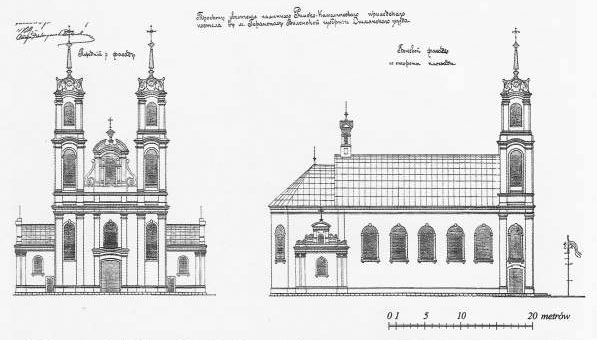
Изображение храма (1909 год)

Католическая община была создана в Геранёнах в 1411 году, в 1529 году был выстроен каменный готический костёл на средства виленского воеводы Альбрехта Гаштольда.
В 1537 году в этом храме состоялось венчание Станислава Гаштольда и Барбары Радзивилл.
В середине XVIII века храм сгорел в мощном пожаре, с 1771 по 1779 год шла его реконструкция и перестройка в стиле позднего барокко.
В 1859 году к храму были пристроены боковые ризницы, в 1883 году пристроен притвор и реконструирован главный фасад.
В 1886 году настоятелем Геранёнского костёла был Эдуард Потц.
В 1923 году реставрирован, а в 1934 году была выполнена роспись интерьера. Перед Второй мировой войной количество верующих в приходе превышала 4600 человек.
Действовал костёл и при советской власти. В 1970-е гг. получил статус памятника архитектуры республиканского значения.

## Архитектура
Храм Святого Николая построен в стиле барокко, в интерьере присутствуют черты классицизма. От готического костёла XVI века остались только общий план храма и контрфорсы на главном фасаде. Храм однонефный, основной объём прямоугольный в плане. К пресвитерию примыкает небольшая апсида со скошенными углами и две боковые ризницы. Главный объём накрыт двускатной крышей, стены прорезаны лучковыми оконными проёмами. Главный алтарь двухъярусный, расчленённый колоннами коринфского ордера и богато декорирован.